# Critics’ Choice Television Awards 2012

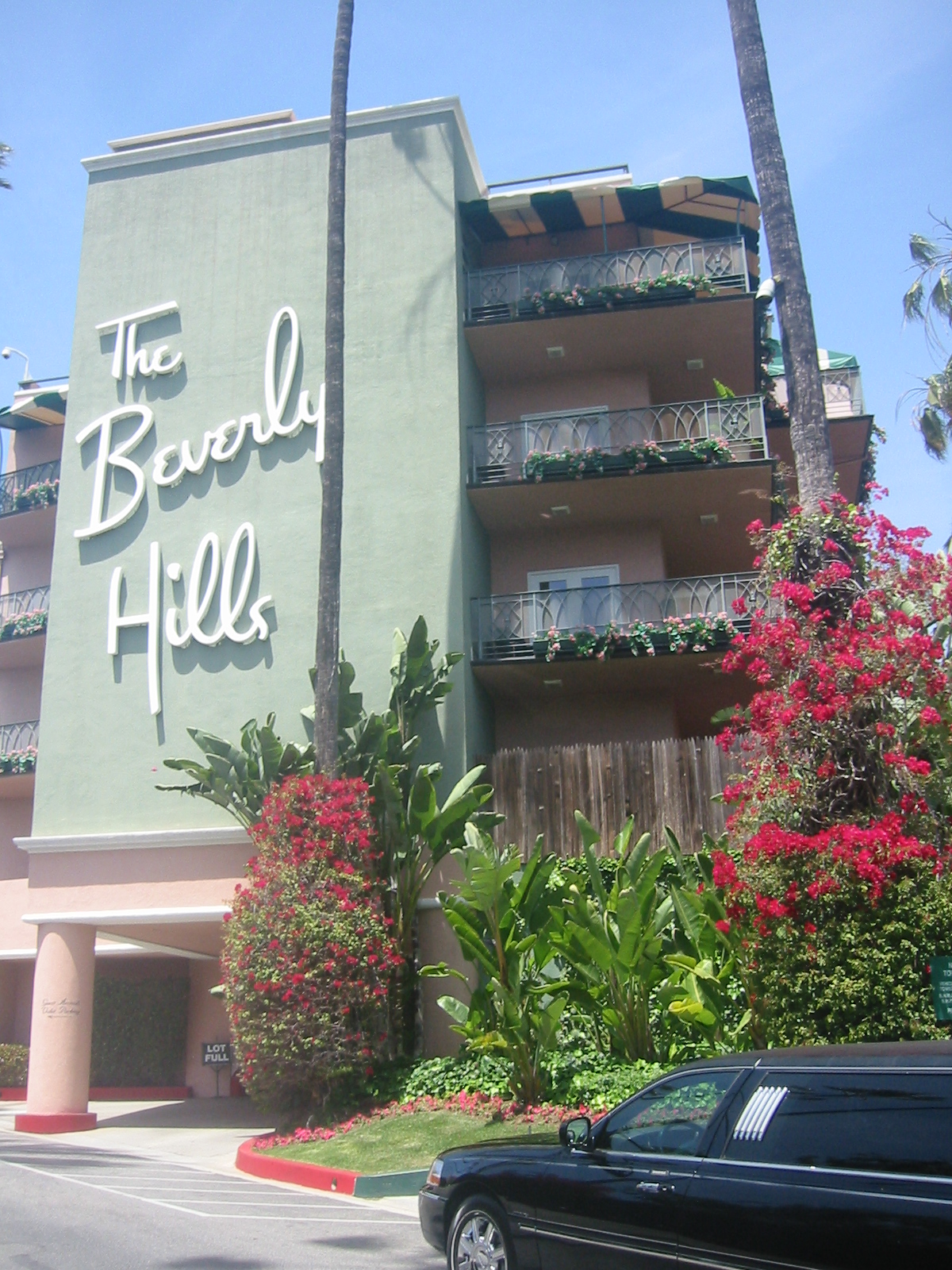
Das Beverly Hills Hotel, Veranstaltungsort der Critics’ Choice Television Awards 2012

Die Critics’ Choice Television Awards 2012 wurden von der Broadcast Television Journalists Association (BTJA) am 18. Juni 2012 im Beverly Hills Hotel im kalifornischen Beverly Hills vergeben. Die Nominierungen wurden am 5. Juni 2012 bekanntgegeben. Berücksichtigt wurden Programme, die im Zeitraum vom 1. Juni 2011 bis zum 31. Mai 2012 in der Hauptsendezeit ausgestrahlt worden sind.
Unabhängig von der eigentlichen Verleihung wurden am 17. Juni 2012 die Awards in der Kategorie Vielversprechendste neue Serie (im Original Most Exciting New Series) verliehen.

## Preisträger und Nominierte
| Serie                                | N | A |
| ------------------------------------ | - | - |
| Community                            | 6 | 1 |
| Breaking Bad                         | 5 | 2 |
| Parks and Recreation                 | 5 | 2 |
| Mad Men                              | 5 | 1 |
| Modern Family                        | 4 | 2 |
| New Girl                             | 4 | 1 |
| Girls                                | 4 | 0 |
| Good Wife                            | 4 | 0 |
| Homeland                             | 3 | 2 |
| Sherlock                             | 3 | 2 |
| Game Change – Der Sarah-Palin-Effekt | 3 | 1 |
| Justified                            | 3 | 0 |
| Sons of Anarchy                      | 3 | 0 |

### Sparte Comedy

#### Beste Comedyserie
Community
The Big Bang Theory
Girls
Modern Family
New Girl
Parks and Recreation

#### Bester Hauptdarsteller in einer Comedyserie
Louis C.K. – Louie
Don Cheadle – House of Lies
Larry David – Lass es, Larry! (Curb Your Enthusiasm)
Garret Dillahunt – Raising Hope
Joel McHale – Community
Jim Parsons – The Big Bang Theory

#### Beste Hauptdarstellerin in einer Comedyserie
Zooey Deschanel – New Girl

Amy Poehler – Parks and Recreation
Lena Dunham – Girls
Julia Louis-Dreyfus – Veep – Die Vizepräsidentin (Veep)
Martha Plimpton – Raising Hope
Ashley Rickards – Awkward – Mein sogenanntes Leben (Awkward.)

#### Bester Nebendarsteller in einer Comedyserie
Ty Burrell – Modern Family
Max Greenfield – New Girl
Nick Offerman – Parks and Recreation
Danny Pudi – Community
Jim Rash – Community
Damon Wayans, Jr. – Happy Endings

#### Beste Nebendarstellerin in einer Comedyserie
Julie Bowen – Modern Family
Alison Brie – Community
Cheryl Hines – Suburgatory
Gillian Jacobs – Community
Eden Sher – The Middle
Casey Wilson – Happy Endings

#### Beste Gastrolle in einer Comedyserie
Paul Rudd – Parks and Recreation
Becky Ann Baker – Girls
Bobby Cannavale – Modern Family
Kathryn Hahn – Parks and Recreation
Justin Long – New Girl
Peter Scolari – Girls

### Sparte Drama

#### Beste Dramaserie
Homeland
Breaking Bad
Downton Abbey
Game of Thrones
Good Wife (The Good Wife)
Mad Men

#### Bester Hauptdarsteller in einer Dramaserie
Bryan Cranston – Breaking Bad
Kelsey Grammer – Boss
Jon Hamm – Mad Men
Charlie Hunnam – Sons of Anarchy
Damian Lewis – Homeland
Timothy Olyphant – Justified

#### Beste Hauptdarstellerin in einer Dramaserie
Claire Danes – Homeland
Michelle Dockery – Downton Abbey
Julianna Margulies – Good Wife (The Good Wife)
Elisabeth Moss – Mad Men
Emmy Rossum – Shameless
Katey Sagal – Sons of Anarchy

#### Bester Nebendarsteller in einer Dramaserie
Giancarlo Esposito – Breaking Bad
Peter Dinklage – Game of Thrones
Neal McDonough – Justified
John Noble – Fringe – Grenzfälle des FBI (Fringe)
Aaron Paul – Breaking Bad
John Slattery – Mad Men

#### Beste Nebendarstellerin in einer Dramaserie
Christina Hendricks – Mad Men
Christine Baranski – Good Wife (The Good Wife)
Anna Gunn – Breaking Bad
Regina King – Southland
Kelly Macdonald – Boardwalk Empire
Maggie Siff – Sons of Anarchy

#### Beste Gastrolle in einer Dramaserie
Lucy Liu – Southland
Dylan Baker – Damages – Im Netz der Macht (Damages)
Jere Burns – Justified
Loretta Devine – Grey’s Anatomy
Carrie Preston – Good Wife (The Good Wife)
Chloe Webb – Shameless

### Sparte Fernsehfilm bzw. Miniserie

#### Bester Film oder Miniserie
Sherlock
American Horror Story
Game Change – Der Sarah-Palin-Effekt (Game Change)
The Hour
Luther
Die Verschwörung – Verrat auf höchster Ebene (Page Eight)

#### Bester Schauspieler in einem Film oder Miniserie
Benedict Cumberbatch – Sherlock
Kevin Costner – Hatfields & McCoys
Idris Elba – Luther
Woody Harrelson – Game Change – Der Sarah-Palin-Effekt (Game Change)
Bill Nighy – Die Verschwörung – Verrat auf höchster Ebene (Page Eight)
Dominic West – The Hour

#### Beste Schauspielerin in einem Film oder Miniserie
Julianne Moore – Game Change – Der Sarah-Palin-Effekt (Game Change)
Gillian Anderson – Große Erwartungen (Great Expectations)
Patricia Clarkson – Five
Jessica Lange – American Horror Story
Lara Pulver – Sherlock
Emily Watson – Die Vertraute des Mörders (Appropriate Adult)

### Sparte Reality-TV

#### Beste Realityshow
Anthony Bourdain – eine Frage des Geschmacks (Anthony Bourdain: No Reservations)
Leben im Chaos (Hoarders)
In Teufels Küche (Kitchen Nightmares)
Die Drei vom Pfandhaus (Pawn Stars)
Alle meine Frauen (Sister Wives)
Undercover Boss

#### Beste Realityshow – Wettbewerb
The Voice
The Amazing Race
Chopped
The Pitch
Shark Tank
So You Think You Can Dance

#### Bester Moderator einer Realityshow
Tom Bergeron – Dancing with the Stars

Cat Deeley – So You Think You Can Dance
Nick Cannon – America’s Got Talent
Phil Keoghan – The Amazing Race
RuPaul – RuPaul’s Drag Race

### Weitere Kategorien

#### Beste Zeichentrickserie
Archer
Adventure Time – Abenteuerzeit mit Finn und Jake (Adventure Time)
Bob’s Burgers
Family Guy
Star Wars: The Clone Wars

#### Beste Talkshow
Late Night with Jimmy Fallon
Conan
The Daily Show with Jon Stewart
Jimmy Kimmel Live!
The View

#### Vielversprechendste neue Serie
Es wurden alle folgenden Serien ausgezeichnet:
The Following

The Mindy Project

Nashville

The Newsroom

Political Animals